# Sybistroma lorifer
Sybistroma lorifer är en tvåvingeart som först beskrevs av Josef Mik 1878.  Sybistroma lorifer ingår i släktet Sybistroma och familjen styltflugor. Inga underarter finns listade i Catalogue of Life.